# إليزابيث آن هال
إليزابيث آن هال (بالإنجليزية: Elizabeth Anne Hull)‏ هي محرِّرة أمريكية، ولدت في 10 يناير 1937.